# 銅鑼郷

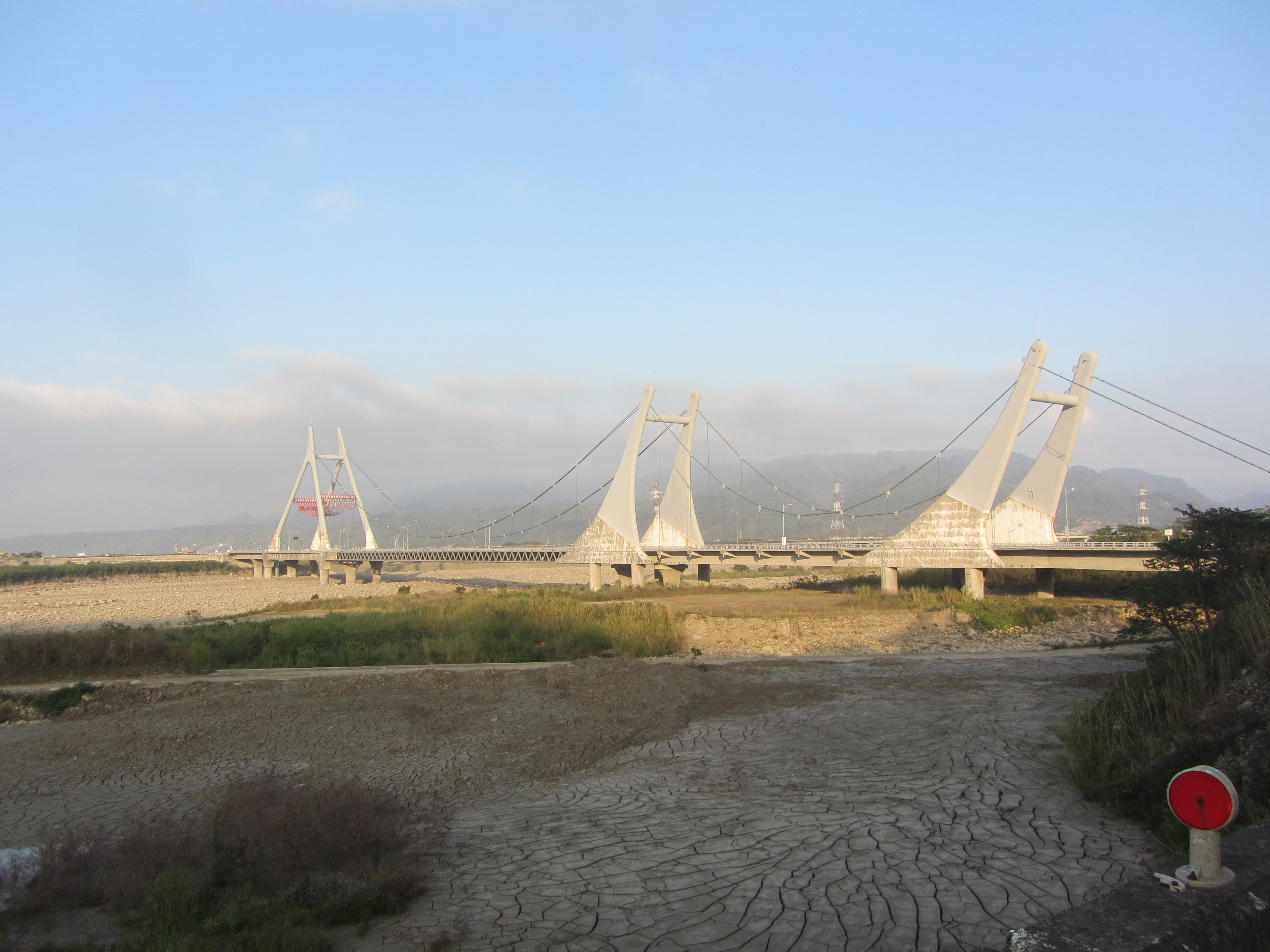
後竜渓に架かる客属大橋

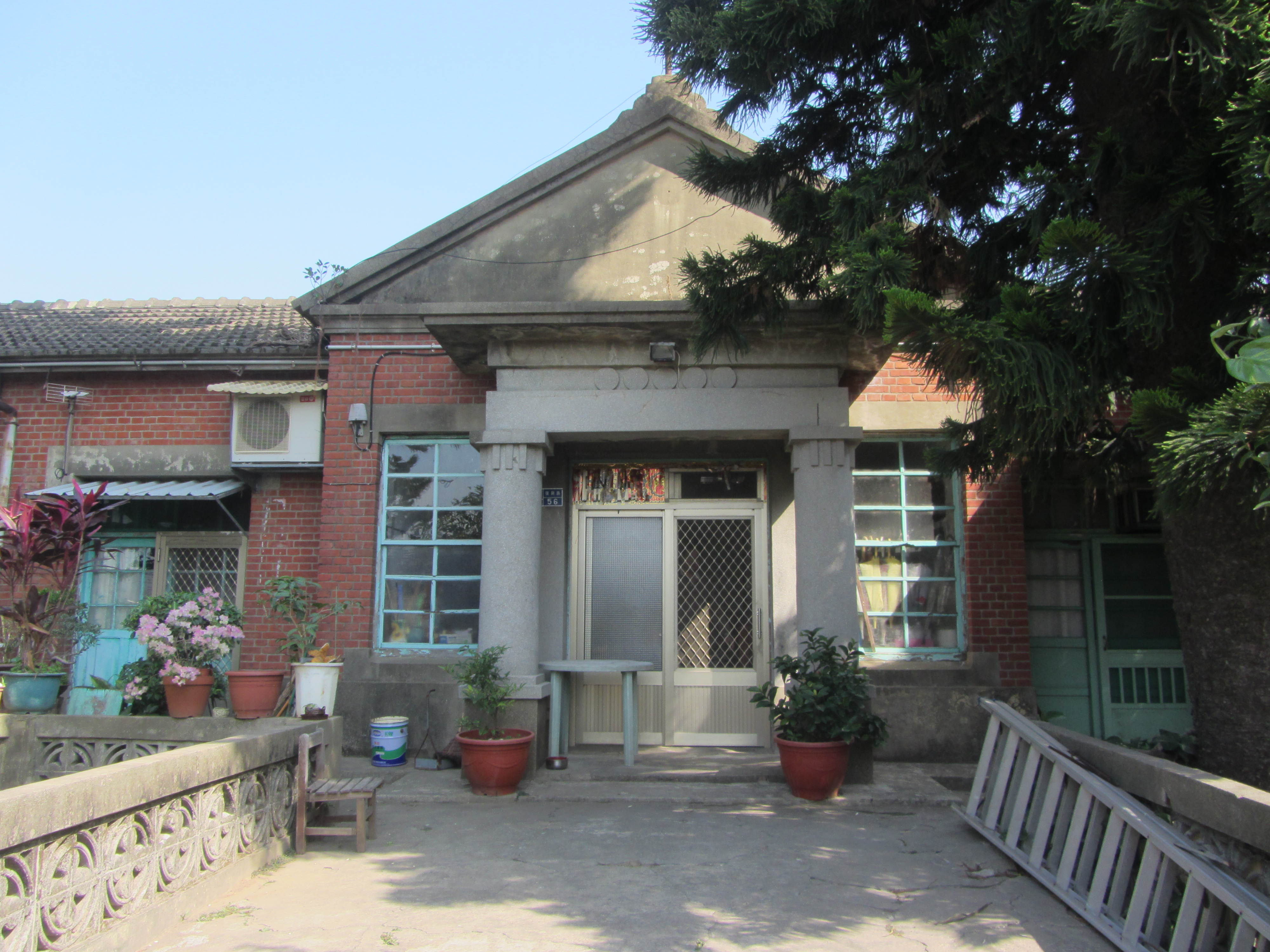
旧銅鑼分駐所

銅鑼郷（トンルオ/どうら-きょう）は台湾苗栗県の郷。

## 歴史
銅鑼郷の開発が始まったのは清代の乾隆年間である。広東より藍之貴が率いる30余戸がこの地に入植し、竹仔林（現在の竹森村一帯)に集落を形成した。1745年、彰化の王桂麟が藍之貴の成功を妬み、匪賊の首領であり匪窩と化していると虚偽の報告を行い、官軍による討伐が行われた。この結果多くの住民が逃亡し、最後に3戸が残ったことから「三座厝」との別名が生じた。
1747年、広東鎮平から呉士貴、呉栄芳が入植し、藍之貴の業績を継承し多くの移民を芎蕉湾（現在の朝陽村）から南に向かって入植させ、田洋（現在の銅鑼駅付近）、樟樹林の地を開発、その地に居住していた原住民は鶏隆深山へと駆逐した。同年広東の陳国興と曽朝速、巫朝剛、曽俊珀、曽東興が「五大股」を組織し、牛角坑、早坑、山水坑、長潭坑（現在の九湖村）を開発した。この他乾隆年間には広東より、呉潮光は率いる呉、彭姓の人々によって老鶏籠及び新鶏籠庄（現在の興隆、新隆村）などが建設された。その後も清代を通じて開発が進み、台湾への渡航禁止が解除されると開発が一層進み現在の村落が構成されるに至った。

## 行政区
| 里                                                                             |
| ------------------------------------------------------------------------------ |
| 九湖里、福興里、新隆里、興隆里、盛隆里、朝陽里、竹森里、銅鑼里、樟樹里、中平里 |

## 教育

### 国民中学
- 苗栗県立文林国民中学
- 苗栗県立文林国民中学新隆分校

### 国民小学
- 苗栗県立銅鑼国民小学
- 苗栗県立九湖国民小学
- 苗栗県立文峰国民小学
- 苗栗県立中興国民小学
- 苗栗県立興隆国民小学
- 苗栗県立新隆国民小学

## 交通
| 種別 | 路線名称 | その他                    |
| ---- | -------- | ------------------------- |
| 鉄道 | 台中線   | 銅鑼駅                    |
| 省道 | 台13線   |                           |
| 省道 | 台72線   | 東西向快速公路 後龍汶水線 |

## 観光

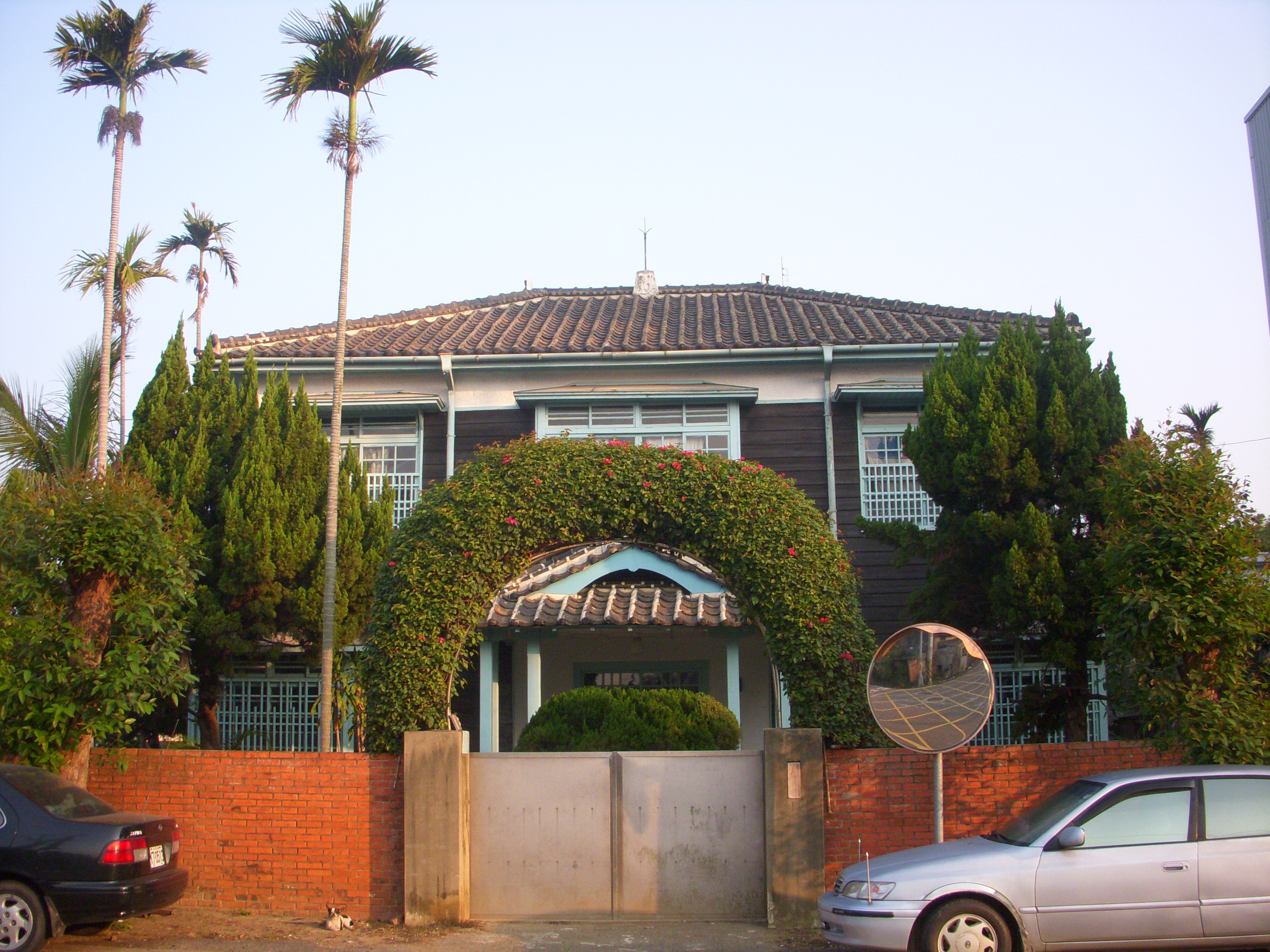
旧重光診療所

- 銅鑼郷総合観光農園
- 銅鑼九華山大興善寺（中国語版）
- 龍騰瀑布
- 双峰山（中国語版）
- 台湾客家文化館（中国語版）
- 銅鑼五福廟
- 銅鑼公園